# Ennepe
Ennepe er en flod i den nordlige del af Sauerland i Nordrhein-Westfalen.
Ennepe er én af Volmes sidefloder. Ennepe er 42 km lang. Floden udspringer i Märkischer Kreis sydøst for Halver i en højde af 425 meter over havet. Floden løber gennem Gevelsberg og Hagen-Haspe. Derefter løber den ind i Hagen, hvor den munder ud i Volme. Floden er delvis kanaliseret.
I førindustriel tid blev der bygget møller langs floden, og i 1800- og 1900-tallet blev der bygget jernværker.